# Кокжиде (Саркандский район)
Кокжиде (каз. Көкжиде) — село в Саркандском районе Жетысуской области Казахстана. Входит в состав Лепсинского сельского округа. Код КАТО — 196045100.

## История
До 2013 года село являлось административным центром и единственным населённым пунктом Кокжидинского сельского округа.

## Население
В 1999 году население села составляло 1220 человек (617 мужчин и 603 женщины). По данным переписи 2009 года, в селе проживали 872 человека (449 мужчин и 423 женщины).